# مایک برناردو
مایکل «مایک» برناردو  (به انگلیسی: Mike Bernardo) (۲۸ ژوئیه ۱۹۶۹–۱۴ فوریه ۲۰۱۲) کیک بوکسر و بوکسر اهل آفریقای جنوبی بود. او در ژاپن معروف به «برو-چان» بود. او از سال ۱۹۹۴ در مسابقات K-1 World GP حضور داشته و از آن دوران توانسته پیروزی‌های مهمی را برابر مبارزانی چون: میرکو فیلیپوویچ، اندی هوگ، فرانسیسکو فیلهو، برانکو سیکاتیچ و پیتر آرتز بدست آورده است.
مایک برناردو در ۲۸ ژوئیه سال ۱۹۶۷ در فیشهوئک نزدیک کیپ تاون آفریقای جنوبی به دنیا آمد. نام خانوادگی او بَرناردو است اما بین مردم او به برناردو مشهور است. وقتی او خیلی کم سن و سال بود، افراد گردن کلفت محل او را کتک می‌زدند. برناردو تصمیم گرفت که به باشگاه رزمی برود تا بتواند از آنها انتقام بگیرد. خود برناردو گفته است که: «من کاراته را وقتی ۱۲ یا ۱۳ ساله بودم شروع کردم. دلیل دیگری که من به ورزش‌های رزمی روی آوردم این بود که من در آن دوران پسر بچه‌ای بودم که قد خیلی بلندی داشتم و برعکس قدرت زیادی نداشتم. خیلی از بچه‌های مدرسه عضو دسته‌های گانگستری بودند، آنها همیشه مرا کتک می‌زدند چون از نظر جثه خیلی بزرگ بودم آن‌ها با کتک زدن من می‌خواستند به دوستانشان ثابت کنند که خیلی قوی هستند. من آزمون‌های رزمی را گذراندم و سپس به مدرسه برگشتم و وقتی آنها می‌خواستند دوباره من را کتک بزنند من همه آنها را زدم».
مایک برناردو در کنار کاراته به انجام ورزشهای دیگری هم مشغول بود. خود او بیشتر به راگبی علاقه داشت.

## زندگی ورزشی
مایک تمرینات کیک بوکسینگ را با راهنمایی‌های قهرمان اسبق بوکس، «استیو کالاکودا» ادامه داد. مایک خیلی زود به یک فایتر قدرتمند تبدیل شد.
بعد از مبارزه در آفریقای جنوبی، ایتالیا و روسیه یکی از بانیان K-1 در انگلستان از برناردو برای حضور در این مسابقات دعوت کرد. او در سال ۱۹۹۵ در مسابقات K-1 World GP با «اَندی هوگ» مبارزه کرد. برناردو در راند سوم توانست هوگ را شکست دهد. در سال ۱۹۹۶ او به فینال ۸ نفر این رقابت‌ها راه یافت. او بعد از راه یابی به فینال باید با اندی هوگ مبارزه می‌کرد. این بار این اندی هوگ بود که توانست برناردو را شکست دهد و قهرمان مسابقات K-1 World GP در سال ۱۹۹۶ شود. او در سال ۲۰۰۰ نیز پرقدرت ظاهر شد. او در این سال فاتح یکی از مراحل K-1 یعنی K-1 World GP در فوکوئودا شد. او در مرحله اول «یورگن کروث» و بعد از آن «اندرو تامپسون» و در فینال «میرکو فیلیپوویچ» را مغلوب کرد. او هر سه مبارزه آن شب را با ناک اوت مغلوب کرد. اگر چه او هیچ وقت نتوانست عنوان قهرمانی و تاج مسابقات K-1 World GP را بدست آورد اما ثابت کرد که با مبارزاتش می‌تواند همگان را شگفت‌زده کند و به هیجان بیاورد. او در دوران مبارزاتش در K-1 با بهترین‌های K-1 World GP از جمله: ژروم لی بنر، اندی هوگ، پیتر آرتز، ارنستو هوست و فرانسیسکو فیلهو مبارزه کرد و توانست آن‌ها را شکست دهد.
مایک برناردو فرد بسیار مذهبی بود. ایمان او به خداوند نقش مهمی را در مبارزات و زندگی او ایفا می‌کرد.

## درگذشت
زمانی که او خود را از از دنیای ورزش کنار کشید به مطالعه روی آورد و یک فیزیولوژیست در سطح مقدماتی شد. دو سال آخر زندگی اش دچار افسردگی شدید شد. در ۱۴ فوریه ۲۰۱۲ مایک برناردو در منزلش در مویزنبرگ جان سپرد. جسد او را در آپارتمانش مدتی پس از مرگش یافتند.

## عناوین
-قهرمان سنگین وزن بوکس جهان (WBF)
-قهرمان موی تای جهان در بخش فوق سنگین در سال ۱۹۹۶
-مقام سوم تورنومنت K-1 World GP ۱۹۹۶
-فینالیست مسابقات K-1 World GP ۱۹۹۶
-قهرمان مسابقات حرفه‌ای جهانی موی تای (WAKO) در سال ۱۹۹۸
-مقام سوم مسابقات K-1 World GP ۱۹۹۸
-فاتح K-1 World GP ۲۰۰۰ در فوکوکا در ژاپن
-مقام سوم K-1 World GP ۲۰۰۱ در ناگویا در ژاپن
-قهرمانی موی تای جهان در بخش فوق سنگین انجمن جهانی کیک بوکسینگ در سال ۲۰۰۴
-فاتح مسابقات المپیک جهانی کیک بوکسینگ حرفه‌ای در بخش فوق سنگین